# 마이클 스톤브레이커
마이클 스톤브레이커(Michael Stonebraker, 1943년 10월 11일~ )는 데이터베이스 연구를 전문으로 하는 컴퓨터 과학자이다.
2015년 3월, 2014년 ACM 튜링상을 수여했다.

## 서적
- Joseph M. Hellerstein; Michael Stonebraker (2005). 《Readings in Database Systems》. MIT Press.
- Michael Stonebraker; Randy Katz, David Patterson, John Ousterhout (1988). “THE DESIGN OF XPRS” (PDF). 《VLDB》: 318–330. 2015년 3월 25일에 확인함.